# Saint-Mont
Saint-Mont é uma comuna francesa na região administrativa de Occitânia, no departamento de Gers. Estende-se por uma área de 12,59 km². Em 2010 a comuna tinha 330 habitantes (densidade: 26,2 hab./km²).